# Norbert Rózsa
Norbert Rózsa (en hongarès: Rózsa Norbert) (Dombóvár, Hongria 1972) és un nedador hongarès, ja retirat, guanyador de tres medalles olímpiques.

## Biografia
Va néixer el 9 de febrer de 1972 a la ciutat de Dombóvár, població situada al comtat de Tolna.

## Carrera esportiva
Va participar, als 20 anys, en els Jocs Olímpics d'Estiu de 1992 celebrats a Barcelona (Catalunya), on va aconseguir guanyar la medalla de plata en les proves dels 100 i 200 metres braça, així com finalitzar sisè en els relleus 4x100 metres estils amb l'equip hongarès de natació. En els Jocs Olímpics d'Estiu de 1996 realitzats a Atlanta (Estats Units) aconseguí guanyar la medalla d'or en els 200 metres braça, si bé caigué en quarts de final en els 100 metres braça, finalitzant dissetè en la classificació general. En els Jocs Olímpics d'Estiu de 2000 realitzats a Sydney (Austràlia), la seva última participació olímpica, finalitzà tretzè en els 200 metres braça.
Al llarg de la seva carrera ha guanyat 7 medalles en el Campionat del Món de natació, entre elles tres medalles d'or, i 3 medalles en el Campionat d'Europa de natació, una d'elles d'or.
Millor esportista de l'any 1994 a Hongria, fou posseïdor dues vegades del rècord del món dels 100 metre braça.